# Wando Persia
Wando Persia (La Spezia, 13 settembre 1913 – La Spezia, 6 agosto 1979) è stato un calciatore e allenatore di calcio italiano, di ruolo difensore.
Era noto anche come Vando Persia o Persia I, per distinguerlo dal fratello Sergio, suo compagno di squadra nel Vigili del Fuoco di La Spezia.

## Caratteristiche tecniche
Giocava come terzino sinistro.

## Carriera
Giocò in Serie A con Livorno, Lucchese, Liguria e Spezia. Vinse il Campionato Alta Italia 1944 con i Vigili del Fuoco di La Spezia.

## Palmarès
- Campionato Alta Italia: 1

VV.FF. Spezia: 1944